# 小狐狸兄弟
《小狐狸兄弟》是一部德國電視動畫，其內容基於德國漫畫家羅爾夫·考卡創建的同名漫畫作品《Fix & Foxi》。2000年2月，該動畫在德國首播。共有52集。每集由四個片段組成。

## 外部連結
- 互联网电影数据库（IMDb）上《小狐狸兄弟》的资料（英文）